# 大阪府中央卸売市場
大阪府中央卸売市場（おおさかふちゅうおうおろしうりしじょう）は、大阪府茨木市にある大阪府立の中央卸売市場。通称は北部市場。
1970年大阪万博以降の北大阪地域における人口増加に対応するため、1978年（昭和53年）に大阪府茨木市宮島1丁目1番1号に開設された。水産棟と青果棟がある。また、大阪府食品衛生検査所と大阪府中央卸売市場付設加工食品卸売場が併設されている。

## 概要
大阪府中央卸売市場管理センター株式会社（おおさかふちゅうおうおろしうりしじょうかんりセンター）が、指定管理者として管理・運営を行っている。
また、青果荷受会社として、大阪北部中央青果株式会社、大果大阪青果株式会社北部支社が業務委託を受けている。
野菜156品目、果実174品目、生鮮水産物106品目、冷凍水産物107品目、加工水産物64品目、その他3品目を扱っている。2005年度の取扱高は、青果258,963トン、水産72,679トンの計331,642トンであり、取扱金額は青果527億1000万円、水産563億3600万円の計1090億4600万円であった。
市場の開設以来、大阪貨物ターミナル駅から吹田貨物ターミナル駅まで延びる貨物線から分岐して、高架式の専用線が場内に引き込まれていたが、廃線となり現在は市場近くの高架橋上で貨物線側の分岐器と渡り線が完全に撤去され列車の進入はできない。

## 付設加工食品卸売場
大阪府中央卸売市場と同時に開設された。愛称は大阪・茨木こだわり食材市場（おおさか・いばらきこだわりしょくざいしじょう）。
付設加工食品卸売場は、かつては大阪府が大株主である公企業の株式会社大阪府食品流通センター（おおさかふしょくひんりゅうつうセンター）が運営していたが、2015年4月1日付で泉北高速鉄道に株式が譲渡され南海グループ入りし、2023年（令和5年）10月1日付で泉北高速鉄道へ吸収合併され、さらに2025年4月1日付で泉北高速鉄道が南海電気鉄道へ吸収合併されたことに伴い、運営が南海電気鉄道へ移管された。
南海電気鉄道（過去には泉北高速鉄道）が運営する北大阪トラックターミナルを含む北大阪流通センター（きたおおさかりゅうつうセンター）の一角を成している。